# Pierrat (photographie)
Pour les articles homonymes, voir Pierrat.

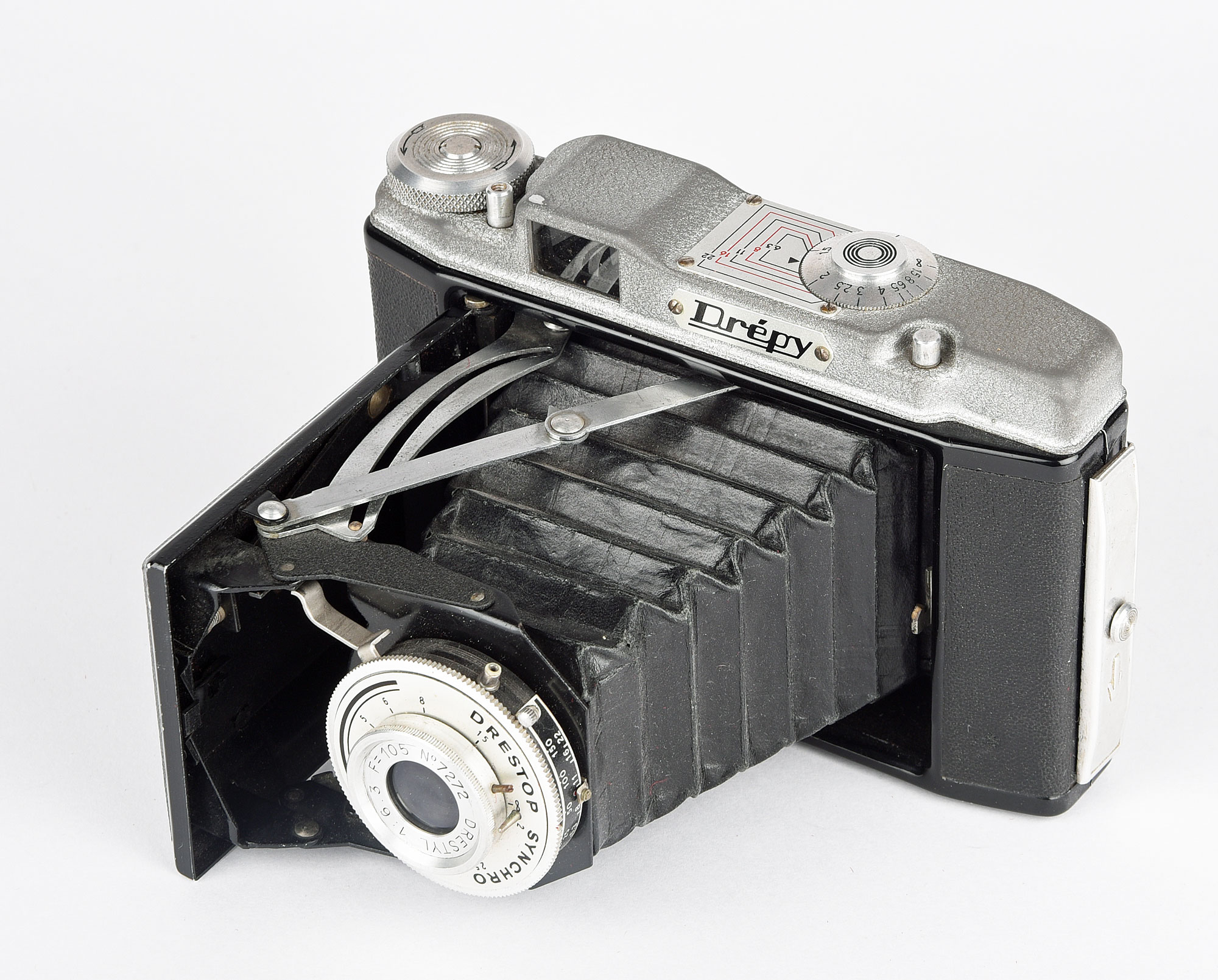
6 x 9 sur rouleau 120 de marque Pierrat.

Pierrat est une marque disparue d'appareils photographiques créée vers 1946 aux Lilas par André Pierrat.

## Histoire
Juste après la fin de la Seconde Guerre mondiale, André Pierrat commercialise un 6 × 9 pliant à soufflet étudié pendant la guerre. Pour le nommer, il utilise la fin de son prénom, "Dré", et le début de son nom de famille en remplaçant le "i" par un "y" ce qui donne "Drépy". Ce nom sera décliné pour quasiment toute la production de la marque. Malgré une tentative dans le reflex 6 × 6 bi-objectif, la marque ne survivra pas à la tendance globale allant vers le "petit format" et disparaîtra à la fin des années cinquante.
L'entreprise était domiciliée au no 16 du boulevard Eugène-Decros, dans la commune des Lilas (proche banlieue est de Paris).

## Production
Le Drépy est un bi-format qui peut faire des clichés en 6 × 9 ou en 6 × 4,5 cm. Les premiers Drépy sont commercialisés sans grands changements jusqu'en 1953 où leur apparence inspirée du Zeiss Ikon Ikonta d'avant-guerre est modernisée par un capot en aluminium.
Ils sont produits dans diverses versions plus ou moins perfectionnées avec des objectifs allant du trois lentilles ouvert à 1/6,3 au quatre lentilles de formule Tessar ouvert à 1/3,5 montés sur des obturateurs Drestop dont les plus simples ne donnent que le 1/25 s et le 1/75 s ainsi que la pose B et les plus performants vont de la seconde au 1/250 s avec retardateur et double synchronisation flash magnésique et électronique ("Pansynchro"). Les versions principales sont désignées par une lettre (B, D, E, F, G) suivie de la lettre T si l’objectif est traité antireflets. Le summum de la gamme, le GT, est pourvu d’un télémètre (non couplé). Des modèles simplifiés ont aussi été produits en sous-traitance pour Manufrance sous la marque Luminor et pour le magasin parisien Photoptic sous la marque Fotic, parfois avec d’autres objectifs. Les principales combinaisons répertoriées sont résumées ci-dessous.
Modèles sans capot (viseur pliant) 
| Obturateur \ Objectif                 | Drestyl 4,5   | Drestar 4,5 |
| ------------------------------------- | ------------- | ----------- |
| Drestop 1/10-1/100 s synchro + retard | Drépy B et BT |             |
| Drestop 1-1/250 s synchro + retard    | Drépy DT      | Drépy ET    |
| Drestop 1-1/250 s pansynchro + retard |               | Drépy FT    |

Modèles avec capot (viseur encastré)
| Obturateur \ Objectif                 | Drestyl 6,3 | Drestyl 4,5 | Drestar 4,5 | Drestar 3,5 |
| ------------------------------------- | ----------- | ----------- | ----------- | ----------- |
| Sans marque 1/25-1/75 s synchro       | Drépy       |             |             |             |
| Drestop 1/25-1/150 s synchro          | Drépy       |             |             |             |
| Drestop 1-1/250 s pansynchro + retard |             | Drépy       | Drépy GT    | Drépy GT    |

En 1954 apparaît au Salon de la photo de Paris le Drépy T 85 utilisant le même boîtier mais avec, au lieu du soufflet, un tube coulissant portant un objectif de 80 ou 85 mm de focale, ce qui en fait un grand angle pour le format 6 x 9 et une focale normale pour le format 6 x 6 que permet également l'appareil. Les prospectus de la marque insistent sur ce fait et sur la commodité du grand angle en photographie d'intérieur. Les 20 ou 25 mm gagnés sur le déploiement du tube ne sont par contre pas évoqués. L'appareil ne sera pas commercialisé à cause de la chute des ventes des appareils 6 × 9.
Le Dréflex 6 × 6 est lancé pour répondre à la vogue des reflex à deux objectifs. Comme beaucoup de 6 × 6 de petites marques françaises de l'époque, il est basé sur le boîtier de l'Aiglon fabriqué par Atoms sur lequel sont montés des objectifs Pierrat, Drestyl pour la visée et Drestar pour la prise de vue. L'appareil se vendra mal et sera le dernier modèle de la marque.

## Composants
D'après les sources existantes, la société Pierrat fabriquait elle-même tous ses composants, soufflets, obturateurs (Drestop) et objectifs (Drestyl et Drestar — à 3 et 4 lentilles respectivement) compris.